# Eremochares
Eremochares — род роющих ос (Sphecidae). 5 видов.

## Описание
Крупные осы длиной около 20—30 мм. Средние голени с одной шпорой. Среднегрудка спереди с непарным бугорком. Ловят личинок саранчовых.

## Распространение
Палеарктика.

## Систематика
5 видов. Род из трибы Ammophilini. Ранее род Eremochares рассматривался в качестве подрода в составе рода Ammophila. Синонимом рода Eremochares является подрод Apycnemia Leclercq.
- Eremochares dives (Brullé, 1833) typus — Палеарктика
  - =Ammophila dives Brullé, 1833
- Eremochares ferghanica (Gussakovskij, 1930) — Узбекистан
- Eremochares kohlii (Gussakovskij, 1928) — Туркмения
- Eremochares luteus (Taschenberg, 1869) — Судан
  - =Parapsammophila turanica
- Eremochares mirabilis (Gussakovskij, 1928) — Узбекистан (Юго-Западный Кызылкум, окрестности Бухары, Хивы), Казахстан, Иран, Туркменистан.